# 1995 en Ukraine
Chronologie de l'Ukraine
- 1991
- 1992
- 1993
- 1994
- 1995
- 1996
- 1997
- 1998
- 1999

Cette page concerne les évènements survenus en 1995 en Ukraine  :

## Évènement
- 10 février : Collision en vol de Borodianka (en)
- 29 juin : Catastrophe de l'eau potable à Kharkiv (en)
- 31 août : Lancement du satellite Sich-1 (en).
- 15 octobre : Attentat au stade stade Chakhtar de Donetsk.

## Sport
- Championnat d'Ukraine de football 1994-1995
- Championnat d'Ukraine de football 1995-1996
- Coupe d'Ukraine de football 1994-1995
- Coupe d'Ukraine de football 1995-1996
- Championnat d'Ukraine de hockey sur glace (1994-1995) (en)

## Création
- 1+1 (chaîne de télévision)
- HC Dnepryanka Kherson (en) (équipe de handball féminin)
- Métro de Dnipro
- Ordre de Bohdan Khmelnitsky

## Dissolution
- Collège politique naval de Kiev (en)
- FC Kosmos Pavlohrad (en) (équipe de football)
- Parti républicain de Crimée (en)

## Naissance
- Anastasiya Merkushyna, biathlète.
- Jaroslaw Samofalow (uk), boxeur.
- Anastasiya Turchyn (uk), judoka.
- Margaryta Zakharova (cs), grimpeuse.
- Dmytro Zhykol (uk), footballeur.

## Décès
- Rostislav Bratun (uk), journaliste et poète.
- Anton Idzkovsky (uk), footballeur.
- Mikhaïl Ivassiouk (uk), écrivain.
- Oleksandr Pavlenko (uk), footballeur.
- Anatolii Savchenko (uk), personnalité politique.